# 让-克洛德·基利

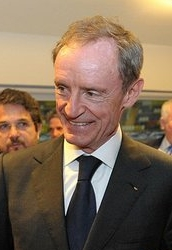
让-克洛德·基利

让-克洛德·基利（法語：Jean-Claude Killy，1943年8月30日—），生于上塞纳省圣克卢，法国高山滑雪世界杯的运动员，在1960年代后期曾经一度为高山滑雪的佼佼者。他曾在1968年冬奥会中赢得了三个高山滑雪项目的冠军，成为该届奥运会最成功的运动员。他也曾在1967年、1968年分别成为高山滑雪世界杯冠军。

## 荣誉
- 大军官级法国荣誉军团勋章（2000年）[1]。